# أدولفو غوري
أدولفو غوري (بالإيطالية: Adolfo Gori)‏ هو لاعب كرة قدم ومدرب كرة قدم إيطالي في مركز الوسط، ولد في 13 فبراير 1939 في فياريدجو في إيطاليا. شارك مع منتخب إيطاليا لكرة القدم. أما مع النوادي، فقد لعب مع نادي باليرمو ونادي بريشيا ونادي سبال ونادي لوكيزي ويوفنتوس.

## وصلات خارجية
- أدولفو غوري على موقع قاعدة بيانات كرة القدم.إي يو (الإنجليزية)
- أدولفو غوري على موقع ناشيونال فوتبول تيمز (الإنجليزية)
- أدولفو غوري على موقع Soccerway.com (الإنجليزية)